# 푸에르토리코 대학교
푸에르토리코 대학교(영어: University of Puerto Rico, 스페인어: Universidad de Puerto Rico)는 푸에르토리코 산후안에 있는 공립대학교이다.
이 학교는 1900년에 첫 시행된 직할 미국 자치식민지 푸에르토리코 산후안 시립 대학교 설립 체계 프로젝트에 의거하여 3년 후 1903년에 첫 개교되었다.